# 大沼村 (新潟県)
大沼村（おおぬまむら）は、かつて新潟県南魚沼郡にあった村。

## 沿革
- 1889年（明治22年）4月1日 - 町村制施行に伴い南魚沼郡宮野下村、上一日市村、下一日市村が合併し、大沼村が発足。
- 1906年（明治39年）4月1日 - 南魚沼郡上関村、大君田村と合併し、石打村となり消滅。